# Ghiacciaio Davisville
Il ghiacciaio Davisville (in inglese Davisville Glacier) è un ghiacciaio lungo circa 48 km situato nell'entroterra della costa di Hobbs, nella parte occidentale della Terra di Marie Byrd, in Antartide. Il ghiacciaio, il cui punto più alto si trova 1.045 m s.l.m., fluisce in direzione nord-ovest a partire dal versante settentrionale del catena Wisconsin fino ad unire il proprio flusso a quello del flusso di ghiaccio di Horlick, scorrendo lungo il versante orientale dei nunatak Gierloff, a pochi chilometri dalla riva della costa di Gould.

## Storia
Il ghiacciaio Davisville è stato mappato dallo United States Geological Survey grazie a ricognizioni terrestri dello stesso USGS e a fotografie aeree scattate dalla marina militare statunitense nel periodo 1960-64; esso è stato poi così battezzato dal Comitato consultivo dei nomi antartici in onore della cittadina di Davisville, in Rhode Island, sede dei genieri della marina militare statunitense, i cosiddetti "Seabees", sulla Costa Orientale, che si occupano dei carichi provenienti dalla Costa Orientale e destinati alle varie operazioni Deep Freeze.